# 루카스 카스트로
루카스 나우엘 카스트로(스페인어: Lucas Nahuel Castro, 1989년 4월 9일 ~ )는 아르헨티나 프리메라 디비시온 사르미엔토에서 뛰는 아르헨티나의 축구 선수이다.